# Potentilla grammopetala
Potentilla grammopetala är en rosväxtart som beskrevs av Giuseppi L. Moretti. Potentilla grammopetala ingår i Fingerörtssläktet som ingår i familjen rosväxter. Inga underarter finns listade i Catalogue of Life.